# Stéphanie Moraly
Stéphanie Moraly, née le 12 mars 1980 à Paris, est une violoniste française. Artiste concertiste, elle est également musicologue et pédagogue.

## Carrière instrumentale
Stéphanie Moraly commence le violon à six ans et remporte son premier concours à 10 ans. À 11 ans, elle remporte le premier prix du Concours jeunes prodiges Mozart à Paris et se produit en soliste au Théâtre du Châtelet et au Théâtre des Champs-Élysées à Paris.
Elle fait ses études de violon au CRR de Paris dans la classe de Suzanne Gessner, obtenant un premier prix à 15 ans. Elle intègre le Conservatoire national supérieur de musique et de danse de Paris à 16 ans, dans la classe de Sylvie Gazeau. À 18 ans, elle part étudier avec Raimundas Katilius à l'Académie de Vilnius et, à 19 ans, elle remporte le premier prix du Conservatoire de Paris.
Elle part ensuite étudier au New England Conservatory de Boston dans la classe de Michèle Auclair, qui la prend comme assistante.
Durant ses études, elle est lauréate de divers prix et bourses (Concours Jeunes Prodiges Mozart, premier prix du concours Atžalina de Vilnius, premier prix du concours du festival de Rome, troisième prix du California International Competition, bourse d'excellence Lavoisier du Ministère des Affaires Etrangères, Fulbright Scholarship, Milka Violin Scholarship).
Elle donne des concerts en France, Royaume-Uni, Italie, Autriche, République Tchèque, Slovaquie, Hongrie, Croatie, Lituanie, Koweït, USA, Canada, Brésil, et participe à de nombreux festivals (Banff Festival, Mozarteum Salzburg, Festival International de Dinard, Festival Jeunes Talents Paris, Classique au vert, Festival des Arcs, Festival Musicalp, Festival international Albert Roussel, Festival Tempo...).
En tant que soliste, elle joue avec l'Orchestre de chambre de Paris (à l'époque Ensemble Orchestral de Paris), l'Orchestre Symphonique d'Orléans, l'Orchestre des Pays de Savoie ou l'Orchestre national symphonique de Lituanie, sous la direction de chefs comme George Pehlivanian, Jean-Jacques Kantorow, Philippe Ferro ou Graziella Contratto, du répertoire allant de Mozart à Kurt Weill, en passant par Beethoven, Saint-Saëns ou Chostakovitch.
En tant que chambriste, elle forme un duo avec le pianiste Romain David depuis son retour en France, avec lequel elle donne de nombreux récitals et enregistre des disques, défendant particulièrement la musique française. Elle est également premier violon du quintette Syntonia (violons : Stéphanie Moraly & Thibault Noally, alto : Caroline Donin, violoncelle : Patrick Langot, piano : Romain David), unique quintette avec piano constitué en France. En musique de chambre, elle enregistre Brahms, Debussy, Dohnanyi, Szymanowski, Respighi, Dvorak, Suk, Greif, Koechlin, Tôn-Thât Tiêt, Aubert et Delvincourt. En soliste avec orchestre, elle enregistre l’œuvre pour violon d'Henri Tomasi. Elle est fréquemment l'invitée des radios et intervient sur France Musique, Radio Classique et France Culture.
Elle est la dédicataire de Un poème, rhapsodie pour violon et orchestre de Benoît Menut (2015), de la Suite pour violon et piano de Philippe Malhaire (2014) et de Les Sons Dessinés, duos pour deux violons de Benoît Menut (avec Suzanne Gessner, 2015).
Stéphanie Moraly joue un violon de Léopold Renaudin de 1783.

## Pédagogie
Stéphanie Moraly commence à enseigner à 20 ans, en devenant l'assistante de Michèle Auclair à Boston. Elle est invitée à donner des masterclasses en France, au Canada et au Brésil. Titulaire du Certificat d'aptitude, elle enseigne au Conservatoire d’Orléans de 2004 à 2013. Elle est actuellement professeur titulaire au CRR de Paris et au Pôle Supérieur de Paris Boulogne-Billancourt. En 2023, elle est nommée professeur de pédagogie du violon au Conservatoire national supérieur de musique et de danse de Paris.

## Musicologie
Stéphanie Moraly est titulaire d'un doctorat en musicologie de l'université Paris-Sorbonne (2014). Sa thèse est intitulée « La sonate française pour violon et piano : identité d'un genre musical ».
Elle participe depuis à de nombreuses publications sur le répertoire franco-belge pour violon et piano. En 2015, elle est à l'initiative du colloque pluridisciplinaire « Le violon en France du XIXe siècle à nos jours », qu’elle co-organise avec la chercheuse du CNRS Claudia Fritz, et dont les actes paraissent aux Sorbonne Université Presses en 2022. En 2018, elle organise la journée d'étude parisienne sur Louis Aubert à l'occasion du cinquantenaire de sa mort dont les actes paraissent aux éditions Peter Lang en 2024.

## Discographie
- CD Claude Delvincourt, Quatuor à cordes / Quintette avec piano, CiAR Classics, 2024. Quintette Syntonia.
- CD Henri Tomasi, Complete Violin Works, Naxos, 2022 (Supersonic Pizzicato, 5 Diapasons). Stéphanie Moraly, violon. Orchestre de la Garde Républicaine. Sébastien Billard, direction. Romain David, piano.
- CD "Incandescence", Brahms, Dohnanyi, Respighi, Szymanowski, Aparté, 2021 (5 étoiles Classica, 5 Diapasons). Stéphanie Moraly, violon. Romain David, piano.
- CD Olivier Greif, A Tale of the World. Piano Quintet, CiAR Classics, 2020 (Choc Classica, 5 Diapasons). Quintette Syntonia. Stéphanie Moraly, violon. Thibault Noally, violon. Hélène Desaint, alto. Patrick Langot, violoncelle. Romain David, piano[20].
- CD Benoît Menut, Les Îles, Harmonia Mundi, 2020 (5 étoiles Classica). Maya Villanueva, soprano. Ensemble Syntonia (Romain David, piano ; Stéphanie Moraly, violon ; Patrick Langot, violoncelle)[21].
- CD Louis Aubert, Intégrale de l’œuvre pour violon et piano, Azur Classical, 2018 (5 Diapasons). Stéphanie Moraly, violon. Romain David, piano[22].
- Double-CD Claude Debussy & Tôn-Thât Tiêt, Musique de chambre, mélodies et piano, Klarthe, 2018 (4 Diapasons, 4 Etoiles Classica). Quintette Syntonia. Maya Villanueva, soprano[23].
- CD Koechlin, Sonate pour violon et Quintette, Timpani, 2017 (Choc Classica, 5 Diapasons). Stéphanie Moraly, violon. Romain David, piano. Quintette Syntonia[24].
- CD Dvořák/Súk, Piano Quintets, Syntonia, 2014 (5 Diapasons). Quintette Syntonia[25].
- CD Les Salons de Musique, Outhere, 2013. Quintette Syntonia. Sarah Nemtanu, violon[26].
- DVD Hommage à Olivier Greif, ABB Reportages, 2013 (Diapason d'Or). DVD n° 5 entièrement consacré au violon-piano, par Stéphanie Moraly et Romain David[27].
- CD Olivier Greif "The Meeting of the Waters", Intégrale de l'œuvre pour violon et piano, Triton, 2010 (5 Diapasons)[28].

## Publications
- Louis Aubert (1877-1968) : un compositeur entre trois époques, dir. Ludovic Florin & Stéphanie Moraly, éd. Peter Lang, 2024, 346 p.
- Louis Aubert : l’œuvre pour violon et piano, dans Louis Aubert (1877-1968) : un compositeur entre trois époques, dir. Ludovic Florin & Stéphanie Moraly, éd. Peter Lang, 2024, p. 191-228.
- Le violon en France du XIXe à nos jours, dir. Claudia Fritz & Stéphanie Moraly, Paris, Sorbonne Université Presses, 2022, 364 p.
- La musique de chambre avec violon, Chapitre VII de Du salon au front : Fernand Halphen (1872-1917). Compositeur, mécène et chef de musique militaire, dir. Laure Schnapper, Paris, Hermann, 2017, p. 209-262[29].
- La sonate française pour violon et piano. Identité d’un genre musical (1868-1943), Thèse de doctorat (Paris Sorbonne), dir. Danièle Pistone, Paris, 2014, 2 vol. 1015 p.[17]
- Du goût au style : création d’une identité musicale française ; la sonate pour violon et piano au tournant du XXe siècle, dans Musique française. Esthétique et identité en mutation, 1892-1992, dir. Pascal Terrien, Sampzon, Delatour France, coll. Pensée musicale, 2012, p. 241-254[30].
- Vers une typologie des typologies : à propos de la musique française pour violon et piano, dans Corpus & Typologies, Actes de la rencontre musicologique du 24 janvier 2009, dir. Juliana Pimentel et Danièle Pistone, n° 43, Paris, Université Paris-Sorbonne, Observatoire musical français, 2010, p. 47-57[31].
- A la recherche d’une voix idéale. La vocalité et le violon du XIXe siècle. L’exemple de la sonate française pour violon et piano, dans 5es Rencontres de l’Observatoire musical français, Musicologies d’aujourd'hui, dir. Danièle Pistone, n° 41, Paris, Université Paris-Sorbonne, Observatoire musical français, 2009, p. 33-48[32].
- Aux sources d’un Âge d’Or. La Sonate pour violon et piano en France au XIXe siècle, dans Ad Parnassum, A Journal of Eighteenth- and Nineteenth-Century Instrumental Music, vol. 7, n° 13, Bologna, Ut Orpheus Edizioni, 2009, p. 59-93[33].